# Henningen
Henningen ist eine Ortschaft und ein Ortsteil der Hansestadt Salzwedel im Altmarkkreis Salzwedel in Sachsen-Anhalt.

## Geographie

### Lage
Das altmärkische Dorf Henningen, ein Rundplatzdorf mit Kirche auf dem Platz, liegt 13 Kilometer westlich von Salzwedel unweit der Grenze zu Niedersachsen. Die Gräben nördlich des Dorfes entwässern die Wiesen in den Fleetgraben Henningen, der nach Norden in die Alte Dumme strömt.

### Ortschaftsgliederung
Die Ortschaft Henningen umfasst die Gemarkung Henningen und somit nur den Ortsteil Henningen.

## Geschichte

### Mittelalter bis Neuzeit
Die erste Erwähnung von Henningen stammt aus dem Jahre 1222 als in henninge. Otto, Herzog von Braunschweig und Lüneburg, schenkte dem Kloster Diesdorf zwei Hufen Land in dem Dorf. Im Jahre 1264 übertrug Gerhard, Bischof von Verden, Rechte über sieben Hufen in hennigge an das Kloster Diesdorf, die die Grafen Heinrich und Otto von Lüchow dem Kloster geschenkt hatten. Kurz darauf, im Jahre 1265, verkauften Heinrich und Otto, Grafen von Lüneburg, dem Kloster Diesdorf die sieben Hufen Land für 70 Mark Silber in Villa Hennigge. Weitere Nennungen sind: 1304 in bonis nostris Henninge, 1492 dat dorp henninge, dat dar licht by dem Osterwald, 1541 Hennig.  1804 heißt das Dorf Henningen bei Osterwol. Besitzer waren die von dem Knesebeck.
Zur Bodenreform wurden 1945 ermittelt: 59 Besitzungen unter 100 Hektar hatten zusammen 495 Hektar, die Kirche besaß 13 Hektar, die Gemeinde 0,6 Hektar. 1958 entstand mit der LPG „Gute Hoffnung“ die erste Landwirtschaftliche Produktionsgenossenschaft vom Typ I.

### Eingemeindungen
Ursprünglich gehörte das Dorf zum Salzwedelischen Kreis der Mark Brandenburg in der Altmark. Zwischen 1807 und 1813 lag es im Kanton Diesdorf auf dem Territorium des napoleonischen Königreichs Westphalen. Ab 1816 gehörte die Gemeinde zum Kreis Salzwedel, dem späteren Landkreis Salzwedel im Königreich Preußen und dessen Provinz Sachsen.
Die Gemeinde wurde nach 1945 mit der Provinz Sachsen Teil der Sowjetischen Besatzungszone und der DDR und kam am 25. Juli 1952 zum Kreis Salzwedel im Bezirk Magdeburg. Am 1. Januar 1974 verlor die Gemeinde Henningen ihre Selbständigkeit zum ersten Mal und wurde in die Gemeinde Langenapel eingemeindet. Am 1. Mai 1990 kam es zur Wiedererlangung der Selbständigkeit durch Ausgliederung aus Langenapel. Am 1. Mai 1992 wurden die Gemeinden Andorf (mit Ortsteilen Hestedt und Rockenthin), Barnebeck, sowie Grabenstedt (mit den Ortsteilen Groß Grabenstedt und Klein Grabenstedt) nach Henningen eingemeindet.
Somit bildete Henningen bis Ende 2009 mit den Ortsteilen Andorf, Barnebeck, Groß Grabenstedt, Hestedt, Klein Grabenstedt und Rockenthin eine eigenständige Gemeinde und war Mitglied der Verwaltungsgemeinschaft Salzwedel-Land.
Durch einen Gebietsänderungsvertrag beschloss der Gemeinderat der Gemeinde Henningen am 20. November 2008, dass die Gemeinde Henningen in die Hansestadt Salzwedel eingemeindet wird. Dieser Vertrag wurde vom Landkreis als unterer Kommunalaufsichtsbehörde genehmigt und trat am 1. Januar 2010 in Kraft.
Nach Eingemeindung der bisher selbständigen Gemeinde Henningen wurden Andorf, Barnebeck, Groß Grabenstedt, Henningen, Hestedt, Klein Grabenstedt und Rockenthin Ortsteile der Hansestadt Salzwedel. Für die eingemeindete Gemeinde wurde die Ortschaftsverfassung nach den §§ 86 ff. Gemeindeordnung Sachsen-Anhalt eingeführt. Die eingemeindete Gemeinde Henningen und künftigen Ortsteile Andorf, Barnebeck, Groß Grabenstedt, Henningen, Hestedt, Klein Grabenstedt und Rockenthin wurden zur Ortschaft der aufnehmenden Hansestadt Salzwedel. In der eingemeindeten Gemeinde und nunmehrigen Ortschaft Henningen wurde ein Ortschaftsrat mit fünf Mitgliedern einschließlich Ortsbürgermeister gebildet.
Vom 1. Januar 2010 bis zum 30. Juni 2019 bestand die Ortschaft Henningen aus den sieben Ortsteilen Henningen, Andorf, Barnebeck, Groß Grabenstedt, Klein Grabenstedt, Hestedt und Rockenthin.
Am 1. Juli 2019 wurde die Ortschaft Henningen aus der Gemarkung Henningen neu gebildet.

### Einwohnerentwicklung

#### Gemeinde
| Jahr | Einwohner |
| ---- | --------- |
| 1734 | 057       |
| 1774 | 086       |
| 1789 | 108       |
| 1798 | 120       |
| 1801 | 118       |
| 1818 | 120       |
| 1840 | 302       |
| 1864 | 321       |
| 1871 | 334       |

| Jahr | Einwohner |
| ---- | --------- |
| 1885 | 342       |
| 1892 | [00]355   |
| 1895 | 376       |
| 1900 | [00]358   |
| 1905 | 332       |
| 1910 | [00]347   |
| 1925 | 340       |
| 1939 | 333       |
| 1946 | 477       |

| Jahr | Einwohner |
| ---- | --------- |
| 1964 | 348       |
| 1971 | 318       |
| 1990 | [00]861   |
| 1995 | [00]956   |
| 2000 | [00]767   |
| 2002 | [00]754   |
| 2005 | [00]696   |
| 2008 | [00]665   |
| 2009 | [00]640   |

Quelle, wenn nicht angegeben, bis 1971:

#### Ortsteil
| Jahr | Einwohner |
| ---- | --------- |
| 2010 | [00]644   |
| 2014 | [00]198   |
| 2015 | [00]199   |
| 2020 | [00]191   |
| 2021 | [00]195   |
| 2022 | [00]199   |
| 2023 | [0]193    |

## Religion
Die evangelische Kirchengemeinde Henningen gehörte zur Pfarrei Osterwohle, wobei die Kirche in Henningen lange Zeit mater combinata und sogar die Mutterkirche der Pfarrei Osterwohle war. Die Evangelischen aus Henningen gehören heute zum Pfarrbereich Osterwohle-Dähre im Kirchenkreis Salzwedel im Bischofssprengel Magdeburg der Evangelischen Kirche in Mitteldeutschland.
Die ältesten überlieferten Kirchenbücher für die Pfarrei Osterwohle stammen aus dem Jahre 1666.

## Politik

### Ortsbürgermeister
Andy Walter ist seit 2019 Ortsbürgermeister der Ortschaft Henningen.
Die letzte Bürgermeisterin der Gemeinde und spätere Ortsbürgermeisterin war Christel Schneppel. Sie hatte das Amt nach 37 Jahren im Jahr 2018 niedergelegt. Holger Schmidt war bis zur Wahl im Mai 2019 Ortsbürgermeister.

### Ortschaftsrat
Bei der Ortschaftsratswahl am 9. Juni 2024 errang die „Wählergruppe für Henningen und Nachbarschaft“ alle 5 Sitze, genau wie bei der Wahl 2019.
Es wurden nur Männer gewählt. Von 172 Wahlberechtigten hatten 112 ihre Stimme abgegeben, die Wahlbeteiligung betrug damit 62,12 Prozent.

## Kultur und Sehenswürdigkeiten

### Bauwerke

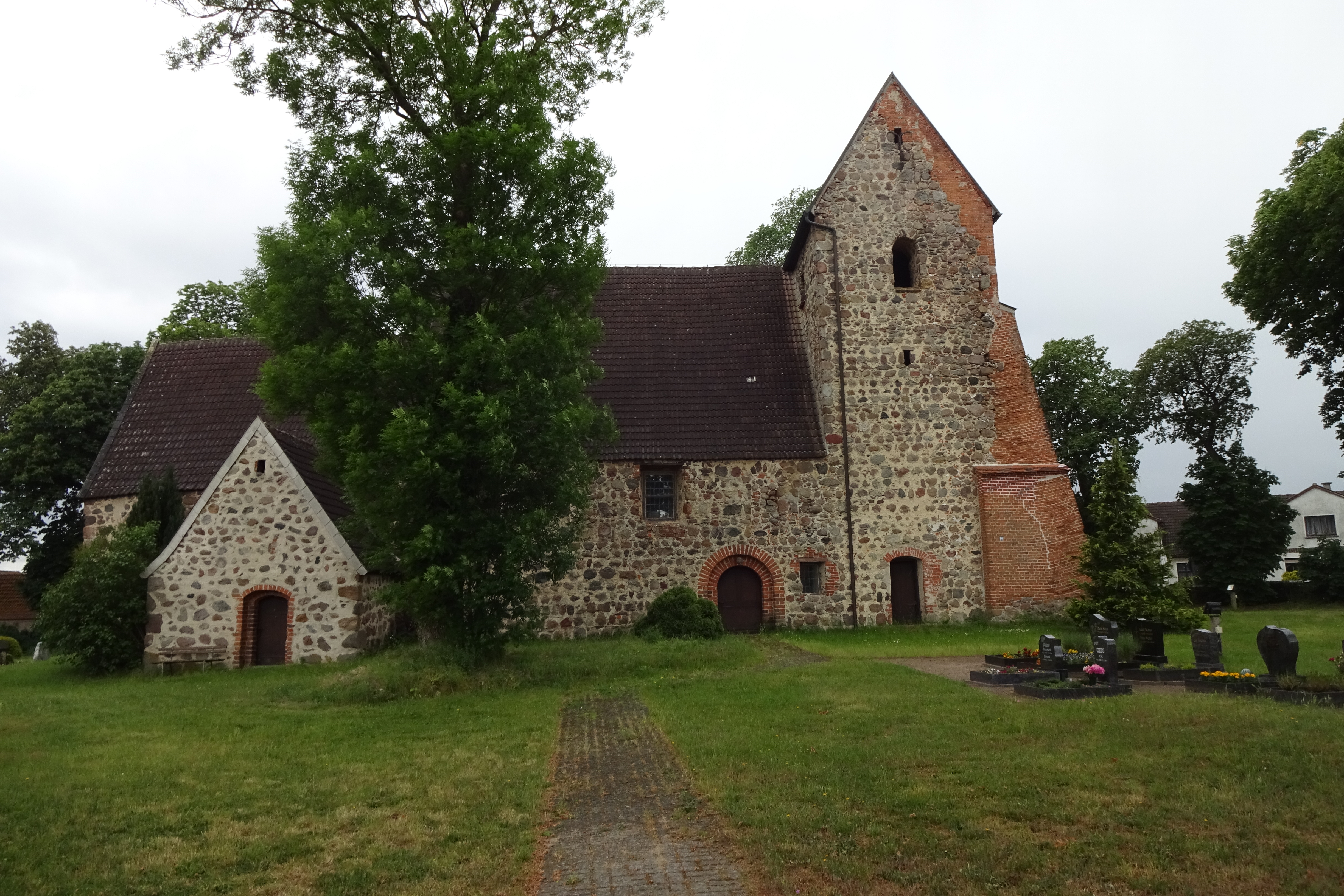
Dorfkirche Henningen

- Die evangelische Dorfkirche Henningen ist ein spätromanischer Feldsteinbau mit rechteckigem Westquerturm.[28]
- Der Ortsfriedhof ist auf dem Kirchhof.
- In der Dorfmitte steht ein Denkmal für die Gefallenen des Ersten und Zweiten Weltkrieges.[29]

### Vereine und Organisationen
- Henninger Sportverein e. V.
- Freiwillige Feuerwehr Henningen
- Der Förderverein Henningen unterstützt die Freiwillige Feuerwehr im Ort.[30]